# Veysel (Rapper)/Diskografie
Diese Diskografie ist eine Übersicht über die musikalischen Werke des deutschen Rappers Veysel und seiner Pseudonyme wie PsychoVaysol. Den Schallplattenauszeichnungen zufolge hat er bisher mehr als 1,8 Millionen Tonträger verkauft. Seine erfolgreichste Veröffentlichung ist die Single Kleiner Cabrón mit über 400.000 verkauften Einheiten.

## Alben

### Studioalben
| Jahr | Titel Musiklabel           | Höchstplatzierung, Gesamtwochen, AuszeichnungChartplatzierungen (Jahr, Titel, Musiklabel, Platzierungen, Wochen, Auszeichnungen, Anmerkungen, Cover) | Höchstplatzierung, Gesamtwochen, AuszeichnungChartplatzierungen (Jahr, Titel, Musiklabel, Platzierungen, Wochen, Auszeichnungen, Anmerkungen, Cover) | Höchstplatzierung, Gesamtwochen, AuszeichnungChartplatzierungen (Jahr, Titel, Musiklabel, Platzierungen, Wochen, Auszeichnungen, Anmerkungen, Cover) | Anmerkungen                             | Cover |
| Jahr | Titel Musiklabel           | DE | AT | CH | Anmerkungen                             | Cover |
| ---- | -------------------------- | --- | --- | --- | --------------------------------------- | ----- |
| 2014 | Audiovisuell Azzlackz (GA) | DE17 (1 Wo.)DE | AT37 (1 Wo.)AT | CH22 (2 Wo.)CH | Erstveröffentlichung: 17. Oktober 2014  |       |
| 2017 | Hitman Bela Boyz (SMD)     | DE7 (12 Wo.)DE | AT17 (2 Wo.)AT | CH19 (2 Wo.)CH | Erstveröffentlichung: 2. November 2017  |       |
| 2018 | Fuego Bela Boyz (Urban)    | DE18 (4 Wo.)DE | AT43 (1 Wo.)AT | CH32 (1 Wo.)CH | Erstveröffentlichung: 28. November 2018 |       |
| 2021 | Hitman 2 Bela Boyz (Urban) | — | — | — | Erstveröffentlichung: 11. November 2021 |       |

### Mixtapes
| Jahr | Titel Musiklabel          | Höchstplatzierung, Gesamtwochen, AuszeichnungChartplatzierungen (Jahr, Titel, Musiklabel, Platzierungen, Wochen, Auszeichnungen, Anmerkungen, Cover) | Höchstplatzierung, Gesamtwochen, AuszeichnungChartplatzierungen (Jahr, Titel, Musiklabel, Platzierungen, Wochen, Auszeichnungen, Anmerkungen, Cover) | Höchstplatzierung, Gesamtwochen, AuszeichnungChartplatzierungen (Jahr, Titel, Musiklabel, Platzierungen, Wochen, Auszeichnungen, Anmerkungen, Cover) | Anmerkungen                        | Cover |
| Jahr | Titel Musiklabel          | DE | AT | CH | Anmerkungen                        | Cover |
| ---- | ------------------------- | --- | --- | --- | ---------------------------------- | ----- |
| 2013 | 43 Therapie Azzlackz (GA) | DE23 (1 Wo.)DE | AT49 (1 Wo.)AT | CH50 (1 Wo.)CH | Erstveröffentlichung: 10. Mai 2013 |       |

### EPs
| Jahr | Titel Musiklabel                            | Anmerkungen                                                                               | Cover |
| ---- | ------------------------------------------- | ----------------------------------------------------------------------------------------- | ----- |
| 2017 | 43 Blocktape Bela Boyz (Urban)              | Erstveröffentlichung: 3. November 2017 auch als Teil des Boxsets zu Hitman veröffentlicht |       |
| 2018 | Money Tape Bela Boyz (Urban)                | Erstveröffentlichung: 29. November 2018 auch als Teil des Boxsets zu Fuego veröffentlicht |       |
| 2020 | 4 Blocks – The Lost Songs Bela Boyz (Urban) | Erstveröffentlichung: 20. November 2020                                                   |       |
| 2024 | Testo EP Bela Boyz (Urban)                  | Erstveröffentlichung: 1. Februar 2024                                                     |       |
| 2025 | Full Clip Bela Boyz (Urban)                 | Erstveröffentlichung: 23. Januar 2025                                                     |       |
| 2025 | Full Clip, Vol. 2 Bela Boyz (Urban)         | Erstveröffentlichung: 3. Juli 2025                                                        |       |

## Singles

### Als Leadmusiker
| Jahr | Titel Album                                    | Höchstplatzierung, Gesamtwochen, AuszeichnungChartplatzierungen (Jahr, Titel, Album, Platzierungen, Wochen, Auszeichnungen, Anmerkungen) | Höchstplatzierung, Gesamtwochen, AuszeichnungChartplatzierungen (Jahr, Titel, Album, Platzierungen, Wochen, Auszeichnungen, Anmerkungen) | Höchstplatzierung, Gesamtwochen, AuszeichnungChartplatzierungen (Jahr, Titel, Album, Platzierungen, Wochen, Auszeichnungen, Anmerkungen) | Anmerkungen                                                                                     |
| Jahr | Titel Album                                    | DE | AT | CH | Anmerkungen                                                                                     |
| --- | ---------------------------------------------- | --- | --- | --- | ----------------------------------------------------------------------------------------------- |
| 2017 | Bargeld Hitman                                 | DE46 (4 Wo.)DE | — | — | Erstveröffentlichung: 4. August 2017                                                            |
| 2017 | Kleiner Cabrón Hitman                          | DE18 Platin · (27 Wo.)DE | AT42 (11 Wo.)AT | CH71 (5 Wo.)CH | Erstveröffentlichung: 1. September 2017 Verkäufe: + 400.000                                     |
| 2017 | Yakuza Hitman                                  | DE31 (8 Wo.)DE | — | CH79 (1 Wo.)CH | Erstveröffentlichung: 15. September 2017 feat. Luciano                                          |
| 2017 | Bam Bam Hitman                                 | DE70 (3 Wo.)DE | — | — | Erstveröffentlichung: 29. September 2017                                                        |
| 2017 | Besser als 50 Cent Hitman                      | DE40 (6 Wo.)DE | — | — | Erstveröffentlichung: 13. Oktober 2017                                                          |
| 2018 | Ti amo –                                       | DE42 Gold · (14 Wo.)DE | AT54 (8 Wo.)AT | CH10 (9 Wo.)CH | Erstveröffentlichung: 12. Januar 2018 Verkäufe: + 200.000; feat. Mozzik                         |
| 2018 | Habibo Fuego                                   | DE9 Gold · (14 Wo.)DE | AT31 (9 Wo.)AT | CH27 (6 Wo.)CH | Erstveröffentlichung: 29. Juni 2018 Verkäufe: + 200.000                                         |
| 2018 | Fuego                                          | DE43 (2 Wo.)DE | AT74 (1 Wo.)AT | CH78 (1 Wo.)CH | Erstveröffentlichung: 17. August 2018                                                           |
| 2018 | Uff Fuego                                      | DE3 Gold · (20 Wo.)DE | AT3 (12 Wo.)AT | CH7 Gold · (5 Wo.)CH | Erstveröffentlichung: 21. September 2018 Verkäufe: + 210.000; feat. Gzuz                        |
| 2018 | TGV Fuego                                      | DE29 (5 Wo.)DE | AT53 (3 Wo.)AT | CH79 (1 Wo.)CH | Erstveröffentlichung: 2. November 2018                                                          |
| 2018 | Sag schon Fuego                                | DE18 (6 Wo.)DE | AT31 (2 Wo.)AT | CH41 (2 Wo.)CH | Erstveröffentlichung: 23. November 2018 feat. Summer Cem                                        |
| 2019 | Michel Vaillant –                              | DE35 (2 Wo.)DE | AT56 (1 Wo.)AT | — | Erstveröffentlichung: 7. Juni 2019                                                              |
| 2019 | Normal –                                       | DE14 (4 Wo.)DE | AT34 (2 Wo.)AT | CH59 (1 Wo.)CH | Erstveröffentlichung: 18. Oktober 2019 mit Jugglerz                                             |
| 2019 | Sorry –                                        | DE18 (3 Wo.)DE | AT29 (2 Wo.)AT | CH34 (2 Wo.)CH | Erstveröffentlichung: 28. November 2019                                                         |
| 2020 | Nur ein Dieb –                                 | DE45 (2 Wo.)DE | — | — | Erstveröffentlichung: 10. Januar 2020                                                           |
| 2020 | Bin da –                                       | DE21 (4 Wo.)DE | AT39 (2 Wo.)AT | CH62 (1 Wo.)CH | Erstveröffentlichung: 6. Februar 2020                                                           |
| 2020 | Para –                                         | DE43 (1 Wo.)DE | — | — | Erstveröffentlichung: 5. März 2020                                                              |
| 2020 | Gazoz limon –                                  | DE65 (1 Wo.)DE | — | — | Erstveröffentlichung: 26. März 2020                                                             |
| 2020 | Wie du siehst –                                | DE50 (1 Wo.)DE | — | — | Erstveröffentlichung: 23. April 2020                                                            |
| 2020 | Bronx –                                        | DE48 (2 Wo.)DE | — | — | Erstveröffentlichung: 9. Juli 2020                                                              |
| 2020 | Ma vie –                                       | DE34 (1 Wo.)DE | AT62 (1 Wo.)AT | CH67 (1 Wo.)CH | Erstveröffentlichung: 20. August 2020                                                           |
| 2021 | Pelican Fly Hitman 2                           | DE34 (2 Wo.)DE | AT67 (1 Wo.)AT | — | Erstveröffentlichung: 21. Januar 2021 feat. Miksu & Macloud                                     |
| 2021 | Le crime paie Hitman 2                         | DE48 (1 Wo.)DE | — | — | Erstveröffentlichung: 11. März 2021 feat. Ramo                                                  |
| 2021 | Bobby Hitman 2                                 | DE21 (2 Wo.)DE | AT45 (1 Wo.)AT | CH50 (1 Wo.)CH | Erstveröffentlichung: 8. April 2021 feat. Jamule                                                |
| 2021 | Schießen Hitman 2                              | DE70 (1 Wo.)DE | — | — | Erstveröffentlichung: 27. Mai 2021 feat. Kontra K                                               |
| 2021 | Ohne dich 4 Blocks – The Lost Songs • Hitman 2 | DE19 a Gold · (4 Wo.)DE | AT59 a (1 Wo.)AT | CH84 a (1 Wo.)CH | Erstveröffentlichung: 9. September 2021 (Remix) Verkäufe: + 200.000; Remix feat. Sofia Bolotina |
| 2021 | Nur aus Prinzip Hitman 2                       | DE47 (1 Wo.)DE | — | — | Erstveröffentlichung: 21. Oktober 2021 feat. Miksu & Macloud                                    |
| 2022 | Riesenjoints Nonstop: NXTGEN                   | DE25 (1 Wo.)DE | AT44 (1 Wo.)AT | CH66 (1 Wo.)CH | Erstveröffentlichung: 1. April 2022 mit The Cratez & Gzuz                                       |
| 2023 | Gargoyles –                                    | DE— bDE | — | — | Erstveröffentlichung: 12. Januar 2023                                                           |
| 2023 | Glas voll Testo EP                             | DE70 (1 Wo.)DE | — | — | Erstveröffentlichung: 9. Februar 2023 feat. Haftbefehl                                          |
| 2023 | Federer –                                      | — | — | — | Erstveröffentlichung: 27. Juli 2023                                                             |
| 2023 | NFD –                                          | — | — | — | Erstveröffentlichung: 28. September 2023 feat. JC Reyes                                         |
| 2023 | Una palabra –                                  | DE— cDE | — | — | Erstveröffentlichung: 26. Oktober 2023 feat. Dardan                                             |
| 2023 | Gottes Wille –                                 | — | — | — | Erstveröffentlichung: 16. November 2023                                                         |
| 2024 | Roboter –                                      | DE— dDE | — | — | Erstveröffentlichung: 4. Januar 2024                                                            |
| 2024 | Testo Testo EP                                 | DE— eDE | — | — | Erstveröffentlichung: 31. Januar 2024 feat. Gringo                                              |
| 2024 | Hot Pursuit 2 –                                | — | — | — | Erstveröffentlichung: 14. Juni 2024 mit Gringo & Kkalas feat. DJ Tomekk & Kai 309               |
| 2024 | Come to Marseille –                            | — | — | — | Erstveröffentlichung: 27. Juni 2024 mit Oussagaza                                               |
| 2024 | City of God –                                  | — | — | — | Erstveröffentlichung: 25. Juli 2024 mit Benab                                                   |
| 2024 | GUT –                                          | — | — | — | Erstveröffentlichung: 15. August 2024                                                           |
| 2024 | Mi amore –                                     | — | — | — | Erstveröffentlichung: 5. September 2024                                                         |
| 2025 | Beretta Full Clip                              | — | — | — | Erstveröffentlichung: 8. Januar 2025                                                            |
| 2025 | WM 2006 Full Clip                              | — | — | — | Erstveröffentlichung: 17. Januar 2025                                                           |
| 2025 | Ganxtax Full Clip, Vol. 2                      | — | — | — | Erstveröffentlichung: 24. April 2025                                                            |
| 2025 | Leben & Hassen II –                            | — | — | — | Erstveröffentlichung: mit Berdo                                                                 |
| 2025 | Bloody Money Full Clip, Vol. 2                 | — | — | — | Erstveröffentlichung: 15. Mai 2025 feat. Kardo                                                  |
| 2025 | Bang Bang Full Clip, Vol. 2                    | — | — | — | Erstveröffentlichung: 12. Juni 2025 feat. Celo & Abdi                                           |
| 2025 | Kill Full Clip, Vol. 2                         | — | — | — | Erstveröffentlichung: 2. Juli 2025 feat. Kontra K                                               |
| Folgende Lieder erschienen nicht als Single, wurden aber durch das Album zum Download und Streaming bereitgestellt und konnten somit eine Platzierung erlangen: |                                                | | | |                                                                                                 |
| |                                                | | | |                                                                                                 |
| 2018 | Bruder Fuego                                   | DE73 (1 Wo.)DE | — | — | Charteinstieg: 7. Dezember 2018 feat. Soolking                                                  |
| 2021 | Go Hitman 2                                    | DE62 (1 Wo.)DE | — | — | Charteinstieg: 19. November 2021 feat. Ufo361                                                   |

### Als Gastmusiker
| Jahr | Titel Album                                 | Höchstplatzierung, Gesamtwochen, AuszeichnungChartplatzierungen (Jahr, Titel, Album, Platzierungen, Wochen, Auszeichnungen, Anmerkungen) | Höchstplatzierung, Gesamtwochen, AuszeichnungChartplatzierungen (Jahr, Titel, Album, Platzierungen, Wochen, Auszeichnungen, Anmerkungen) | Höchstplatzierung, Gesamtwochen, AuszeichnungChartplatzierungen (Jahr, Titel, Album, Platzierungen, Wochen, Auszeichnungen, Anmerkungen) | Anmerkungen |
| Jahr | Titel Album                                 | DE | AT | CH | Anmerkungen |
| --- | ------------------------------------------- | --- | --- | --- | --- |
| 2013 | Illusionen –                                | — | — | — | Erstveröffentlichung: 1. Oktober 2013 Paolon Beatz feat. Veysel |
| 2017 | Genau so Gift                               | — | — | — | Erstveröffentlichung: 15. Dezember 2017 Eunique feat. Veysel |
| 2018 | Santorini Endstufe                          | DE15 (8 Wo.)DE | AT30 (6 Wo.)AT | CH65 (3 Wo.)CH | Erstveröffentlichung: 6. Juli 2018 Summer Cem feat. Veysel |
| 2018 | Unterwegs XY                                | DE26 (5 Wo.)DE | AT59 (3 Wo.)AT | CH83 (1 Wo.)CH | Erstveröffentlichung: 31. August 2018 AK Ausserkontrolle feat. Veysel |
| 2018 | Dalida (Remix) –                            | DE94 (1 Wo.)DE | — | — | Erstveröffentlichung: 13. September 2018 Soolking feat. Veysel |
| 2018 | Hello Dolly Alle Freunde fett               | DE88 (1 Wo.)DE | — | — | Erstveröffentlichung: 14. Dezember 2018 Gringo feat. Veysel |
| 2018 | Swervin –                                   | DE73 Gold · (4 Wo.)DE | AT— PlatinAT | — | Erstveröffentlichung: 20. Dezember 2018 Verkäufe: + 240.000; A Boogie wit da Hoodie feat. Veysel |
| 2019 | Davai –                                     | — | — | — | Erstveröffentlichung: 8. Februar 2019 Kalazh44 feat. Veysel |
| 2019 | Blei Sie wollten Wasser doch kriegen Benzin | DE6 Platin · (13 Wo.)DE | AT10 (10 Wo.)AT | CH28 (4 Wo.)CH | Erstveröffentlichung: 12. April 2019 Verkäufe: + 400.000; Kontra K feat. Veysel |
| 2020 | Bist du wach? –                             | DE31 (1 Wo.)DE | — | — | Erstveröffentlichung: 3. April 2020 Azzi Memo feat. Nate57, Veysel, Sinan-G, Kool Savas, NKSN, Rola, Disarstar, Maestro, Hanybal, Celo & Abdi, Manuellsen, Silla, Credibil, Ali471, Milonair, Mortel & KEZ |
| 2020 | Viele Soko Disko                            | DE19 (4 Wo.)DE | AT16 (2 Wo.)AT | CH20 Gold · (2 Wo.)CH | Erstveröffentlichung: 1. Mai 2020 Verkäufe: + 10.000; Dardan feat. Veysel |
| 2020 | Kurt Cobain Bounce                          | DE72 (1 Wo.)DE | — | — | Erstveröffentlichung: 26. Juni 2020 Jazn feat. Veysel |
| 2020 | Woah 2 Dali                                 | DE— fDE | — | — | Erstveröffentlichung: 3. Juli 2020 Ali As feat. Farid Bang & Veysel |
| 2020 | Coco Chanel Hyat                            | DE22 (2 Wo.)DE | AT52 (1 Wo.)AT | CH65 (1 Wo.)CH | Erstveröffentlichung: 23. Oktober 2020 Capo feat. Veysel |
| 2021 | Wenn sie ruft Futura                        | DE6 (8 Wo.)DE | AT12 (5 Wo.)AT | CH22 (3 Wo.)CH | Erstveröffentlichung: 5. Februar 2021 Miksu & Macloud feat. Veysel, KC Rebell & Ramo |
| 2021 | 4 Kanaken Das schwarze Album                | DE50 (1 Wo.)DE | — | — | Erstveröffentlichung: 29. April 2021 Haftbefehl feat. Capo, Veysel & Ezhel |
| 2021 | Cold Vibez ‘n’ Flowz                        | — | — | — | Erstveröffentlichung: 22. Juli 2021 Azzi Memo feat. Veysel |
| 2023 | Besuchstag (Level Space Edition) –          | — | — | — | Erstveröffentlichung: 4. Mai 2023 Celo & Abdi feat. Veysel |
| 2023 | Viben –                                     | — | — | — | Erstveröffentlichung: 17. August 2023 Ramo feat. Ataypapi & Veysel |
| 2023 | Amigo –                                     | DE— gDE | — | — | Erstveröffentlichung: 14. September 2023 Olexesh feat. Veysel |
| 2024 | Money Money (Money Money) –                 | DE87 (1 Wo.)DE | — | — | Erstveröffentlichung: 19. April 2024 Haftbefehl feat. Frizzo & Veysel |
| Folgende Lieder erschienen nicht als Single, wurden aber durch das Album zum Download und Streaming bereitgestellt und konnten somit eine Platzierung erlangen: |                                             | | | | |
| |                                             | | | | |
| 2019 | Für mich da Hasso                           | DE96 (1 Wo.)DE | — | — | Charteinstieg: 26. April 2019 KC Rebell feat. Veysel |

## Musikvideos
| Jahr | Titel                                  | Regie              |
| ---- | -------------------------------------- | ------------------ |
| 2010 | Lieben & Hassen                        |                    |
| 2012 | Im Ghetto geboren                      |                    |
| 2012 | Angeklagt                              |                    |
| 2012 | Besuchstag                             |                    |
| 2012 | Schmuggel                              |                    |
| 2012 | Chabos wissen wer der Babo ist (Remix) |                    |
| 2012 | Parallelen United RMX #2               |                    |
| 2013 | Locker Easy                            |                    |
| 2013 | Kein Blatt vor den Mund                |                    |
| 2013 | Morgen wird es besser                  |                    |
| 2013 | Azzlack Gambinos                       |                    |
| 2013 | Glamour Life                           |                    |
| 2013 | Audiovisuell                           |                    |
| 2013 | Jackpot                                |                    |
| 2013 | Kein Mann                              |                    |
| 2013 | Illusionen                             |                    |
| 2014 | 9MM Futter (Remix)                     | Imun               |
| 2014 | Hadouken                               | Imun               |
| 2014 | Was der Kleine sagt                    |                    |
| 2014 | Maximum frisch                         | Erhan Dogan        |
| 2014 | Duft der Straße                        | Erhan Dogan        |
| 2014 | Intro (Audiovisuell)                   | Imun               |
| 2014 | On Stage (Remix)                       | Imun               |
| 2014 | Green Mile                             | Imun               |
| 2015 | Zahnlücke                              | Imun               |
| 2017 | 4 Blocks                               | Erhan Dogan        |
| 2017 | Kleiner Cabrón                         | Sener Ant          |
| 2017 | Yakuza                                 | Sener Ant          |
| 2017 | Bam Bam                                | Sener Ant          |
| 2017 | Besser als 50 Cent                     | Sener Ant          |
| 2017 | Gib ab                                 | Till Krücken       |
| 2017 | Genau so                               | Michael Jackson    |
| 2018 | Ti amo                                 | Sener Ant          |
| 2018 | Habibo                                 | MacDuke            |
| 2018 | Santorini                              | Bilal Hadzic       |
| 2018 | Unterwegs                              | Orkan Çe           |
| 2018 | Uff                                    | Orkan Ce           |
| 2018 | TGV                                    | MacDuke            |
| 2018 | Sag schon                              | Shaho Casado       |
| 2019 | Blei                                   | Shaho Casado       |
| 2019 | Normal                                 | Orkan Çe           |
| 2019 | Sorry                                  |                    |
| 2020 | Nur ein Dieb                           | AlexBlitzz         |
| 2020 | Wie du siehst                          | Orkan Ce           |
| 2020 | Viele                                  | Dominik Braz       |
| 2020 | Kurt Cobain                            | Hüseyin Yildirim   |
| 2020 | Ma vie                                 | Schwarwel          |
| 2020 | Coco Chanel                            | Hüseyin Yildirim   |
| 2021 | Pelican Fly                            | Till Krücken       |
| 2021 | Wenn sie ruft                          | MacDuke            |
| 2021 | Le crime paie                          | Björn Lentföhr     |
| 2021 | Bobby                                  | Björn Lentföhr     |
| 2021 | Nur aus Prinzip                        | Orkan Çe           |
| 2023 | Gargoyles                              | Kida Khodr Ramadan |
| 2023 | Besuchstag (Level Space Edition)       | Lea Baintner       |
| 2023 | Federer                                | Vinolles           |
| 2023 | Viben                                  | Justin/Ling        |
| 2023 | NFD                                    | Vinolles           |
| 2023 | Una palabra                            |                    |
| 2023 | Gottes Wille                           | Vinolles           |
| 2024 | Roboter                                | Vinolles           |
| 2024 | Testo                                  | Vinolles           |
| 2024 | Hot Pursuit 2                          | Kai 390, Majorvoss |
| 2024 | Come to Marseille                      | Alex Blizz         |
| 2024 | GUT                                    | Alex Blizz         |
| 2024 | Mi amore                               | Alex Blizz         |
| 2025 | Beretta                                | Alex Blizz         |
| 2025 | WM 2006                                | Alex Blizz         |
| 2025 | Leben & Hassen II                      |                    |
| 2025 | Bloody Money                           |                    |
| 2025 | Kill                                   |                    |

## Sonderveröffentlichungen

### Alben
| Jahr | Titel Musiklabel                                        | Anmerkungen |
| ---- | ------------------------------------------------------- | --- |
| 2014 | Audiovisuell (Premium-Edition) Azzlackz (Groove Attack) | Erstveröffentlichung: 17. Oktober 2014 erweiterte Fassung, Verkäufe werden Audiovisuell hinzuaddiert; Inhalt: Album, Instrumentals + DVD |
| 2018 | Fuego (Boxset) Bela Boyz (Urban)                        | Erstveröffentlichung: 28. November 2018 erweiterte Fassung, Verkäufe werden Fuego hinzuaddiert; Inhalt: Album, Instrumentals + EP        |

### Lieder
| Jahr | Titel Album                                                                            | Anmerkungen |
| ---- | -------------------------------------------------------------------------------------- | --- |
| 2007 | All-Star Aus Liebe zum Spiel                                                           | Erstveröffentlichung: 29. Juli 2007 Snaga & Pillath feat. Adel, Fard, FortyFive, Kee-Rush, MoneyMo, SAW & PsychoVaysol                            |
| 2008 | Vor-Bye (O.A.D.S. Remix) Das ist meine Welt, ihr lebt nur darin                        | Erstveröffentlichung: 7. März 2008 Manuellsen feat. 439, Decino, Farid Bang, G-Fu, Joe Rilla, Juvel, La Honda, Snaga, Veysel & Xatar              |
| 2010 | Lieben & Hassen M.Bilal 2010                                                           | Erstveröffentlichung: 1. Oktober 2010 Manuellsen feat. Veysel                                                                                     |
| 2012 | Lieben, hassen, lügenintriegen Panikreaktion                                           | Erstveröffentlichung: 6. April 2012 B-Lash feat. Veysel                                                                                           |
| 2012 | Besuchstag Hinterhofjargon                                                             | Erstveröffentlichung: 25. Mai 2012 Celo & Abdi feat. Xatar & Veysel                                                                               |
| 2012 | Sag mir auf was Authentic Athletic                                                     | Erstveröffentlichung: 2. Dezember 2012 Olexesh feat. Veysel & Mosh36                                                                              |
| 2012 | Kinder der Zukunft 7 Siegel: Apokalypse                                                | Erstveröffentlichung: 7. Dezember 2012 B-Lash feat. Veysel                                                                                        |
| 2013 | Blockparty Blockplatin                                                                 | Erstveröffentlichung: 25. Januar 2013 Haftbefehl feat. Veysel                                                                                     |
| 2013 | Locker Easy Blockplatin                                                                | Erstveröffentlichung: 25. Januar 2013 Haftbefehl feat. Celo & Abdi, Veysel & Capo                                                                 |
| 2013 | Money Money Blockplatin                                                                | Erstveröffentlichung: 25. Januar 2013 Haftbefehl feat. Celo & Abdi & Veysel                                                                       |
| 2013 | Player Hater Blockplatin                                                               | Erstveröffentlichung: 25. Januar 2013 Haftbefehl feat. Veysel & Habesha                                                                           |
| 2013 | Chabos wissen wer der Babo ist (Allstar Remix) Azzlack Kommandant – Juice Exclusive EP | Erstveröffentlichung: 14. Februar 2013 Haftbefehl feat. 60/60, Al-Gear, Celo & Abdi, Crackaveli, DOE, Habesha, Milonair, Mosh36, Olexesh & Veysel |
| 2013 | Rotterdam Azzlack Kommandant – Juice Exclusive EP                                      | Erstveröffentlichung: 14. Februar 2013 Haftbefehl feat. Celo & Abdi & Veysel                                                                      |
| 2013 | Angeklagt Aufstand                                                                     | Erstveröffentlichung: 14. Juni 2013 AchtVier feat. Veysel                                                                                         |
| 2013 | Aus welchem Land kommst Du? Blut gegen Blut 3                                          | Erstveröffentlichung: 2. August 2013 Massiv feat. Veysel & Olexesh                                                                                |
| 2013 | Kugelhagelrap 2 Featuring MC Bogy                                                      | Erstveröffentlichung: 13. Dezember 2013 MC Bogy feat. Veysel                                                                                      |
| 2014 | Was hast du vor Nu eta da                                                              | Erstveröffentlichung: 7. März 2014 Olexesh feat. Veysel                                                                                           |
| 2014 | 9mm (Futter Remix) Ben Life                                                            | Erstveröffentlichung: 4. April 2014 Chaker feat. Celo & Abdi, DOE, Hanybal, Olexesh & Veysel                                                      |
| 2014 | Straßenreport Ben Life                                                                 | Erstveröffentlichung: 4. April 2014 Chaker feat. Veysel                                                                                           |
| 2014 | Hadouken Akupunktur                                                                    | Erstveröffentlichung: 6. Juni 2014 Celo & Abdi feat. Veysel                                                                                       |
| 2014 | Hab’s versprochen Hoodrich                                                             | Erstveröffentlichung: 26. September 2014 Said feat. Veysel                                                                                        |
| 2014 | Schmeiss den Gasherd an (Babos Remix) Russisch Roulette (Deluxe)                       | Erstveröffentlichung: 28. November 2014 Haftbefehl feat. Xatar & Veysel                                                                           |
| 2015 | Strassen am Brennen Weg von der Fahrbahn                                               | Erstveröffentlichung: 27. Februar 2015 Hanybal feat. Veysel                                                                                       |
| 2015 | Nur ein Weg Masta                                                                      | Erstveröffentlichung: 27. März 2015 Olexesh feat. Veysel                                                                                          |
| 2015 | Blendoui Bonchance                                                                     | Erstveröffentlichung: 12. Juni 2015 Celo & Abdi feat. Veysel & Olexesh                                                                            |
| 2016 | Lebende Legenden Free Sinan-G                                                          | Erstveröffentlichung: 26. Februar 2016 Sinan-G feat. Veysel                                                                                       |
| 2016 | Ohne Ausnahme Panzaknacka                                                              | Erstveröffentlichung: 15. April 2016 Au65erkontrolle feat. Veysel                                                                                 |
| 2017 | Blau A.S.S.N.                                                                          | Erstveröffentlichung: 5. Mai 2017 AK Ausserkontrolle feat. Veysel                                                                                 |
| 2017 | Green Sky Juggernaut                                                                   | Erstveröffentlichung: 21. Juli 2017 Hasan.K Beatz & Gringo feat. Eko Fresh & Veysel                                                               |
| 2017 | Hot Pursuit Juggernaut                                                                 | Erstveröffentlichung: 21. Juli 2017 Hasan.K Beatz & Gringo feat. Veysel                                                                           |
| 2017 | Ghetto Couture DZ                                                                      | Erstveröffentlichung: 15. September 2017 Mosh36 feat. Veysel                                                                                      |
| 2017 | Mach ma keine Filme König von Deutschland                                              | Erstveröffentlichung: 22. September 2017 Eko Fresh feat. Kida Ramadan, Frederick Lau, Sido, Elyas M’Barek, Veysel & Sami Nasser                   |
| 2017 | Desperado Ek to the Roost 2 & Ekaveli 2                                                | Erstveröffentlichung: 8. Dezember 2017 Eko Fresh feat. Veysel, Mr. Capone-e & TQ                                                                  |
| 2018 | Genau so Gift                                                                          | Erstveröffentlichung: 23. März 2018 Eunique feat. Veysel                                                                                          |
| 2018 | Gauner NOA                                                                             | Erstveröffentlichung: 6. April 2018 Moe Phoenix feat. Veysel                                                                                      |
| 2018 | Santorini Endstufe                                                                     | Erstveröffentlichung: 1. Juni 2018 Summer Cem feat. Veysel                                                                                        |
| 2018 | Lost Boys 100 %                                                                        | Erstveröffentlichung: 2. November 2018 MC Bogy feat. B-Lash & Veysel                                                                              |
| 2018 | Unterwegs XY                                                                           | Erstveröffentlichung: 9. November 2018 AK Ausserkontrolle feat. Veysel                                                                            |
| 2018 | Hello Dolly Alle Freunde fett                                                          | Erstveröffentlichung: 30. Dezember 2018 Gringo feat. Veysel                                                                                       |
| 2019 | Für mich da Hasso                                                                      | Erstveröffentlichung: 19. April 2019 KC Rebell feat. Veysel                                                                                       |
| 2019 | Blei Sie wollten Wasser doch kriegen Benzin                                            | Erstveröffentlichung: 24. Mai 2019 Kontra K feat. Veysel                                                                                          |
| 2019 | Vom Dealer zum Rapstar Je m’appelle kriminell                                          | Erstveröffentlichung: 31. Mai 2019 18 Karat feat. Veysel                                                                                          |
| 2019 | Panamera Press Play                                                                    | Erstveröffentlichung: 22. November 2019 AriBeatz feat. Veysel & Mula B                                                                            |
| 2019 | Millionär (Multi Remix) Torremolinos                                                   | Erstveröffentlichung: 6. Dezember 2019 Farid Bang feat. Veysel                                                                                    |
| 2020 | Viele Soko Disko                                                                       | Erstveröffentlichung: 22. Mai 2020 Dardan feat. Veysel                                                                                            |
| 2020 | Barrio Sui Sui                                                                         | Erstveröffentlichung: 3. Juli 2020 Haiyti feat. Veysel                                                                                            |
| 2020 | Kurt Cobain Bounce                                                                     | Erstveröffentlichung: 7. August 2020 Jazn feat. Veysel                                                                                            |
| 2020 | Nordpol A.S.S.N. 2                                                                     | Erstveröffentlichung: 21. August 2020 AK Ausserkontrolle feat. Veysel                                                                             |
| 2020 | Woah 2 Dali                                                                            | Erstveröffentlichung: 9. Oktober 2020 Ali As feat. Farid Bang & Veysel                                                                            |
| 2021 | Condor Lockdown                                                                        | Erstveröffentlichung: 2. April 2021 Majoe & Silva feat. Veysel                                                                                    |
| 2021 | Pool Futura                                                                            | Erstveröffentlichung: 23. April 2021 Miksu & Macloud feat. Jamule & Veysel                                                                        |
| 2021 | Wenn sie ruft Futura                                                                   | Erstveröffentlichung: 23. April 2021 Miksu & Macloud feat. Veysel, KC Rebell & Ramo                                                               |
| 2021 | 4 Kanaken Das schwarze Album                                                           | Erstveröffentlichung: 30. April 2021 Haftbefehl feat. Capo, Veysel & Ezhel                                                                        |
| 2021 | Coco Chanel Hyat                                                                       | Erstveröffentlichung: 2. Juli 2021 Capo feat. Veysel                                                                                              |
| 2021 | City Gangster Asozialer Marokkaner                                                     | Erstveröffentlichung: 23. Juli 2021 Farid Bang feat. Capo & Veysel                                                                                |
| 2021 | Cold Vibez ‘n’ Flowz                                                                   | Erstveröffentlichung: 16. September 2021 Azzi Memo feat. Veysel                                                                                   |
| 2022 | Im Club Baby Blue Season                                                               | Erstveröffentlichung: 7. April 2022 Faroon feat. Veysel                                                                                           |
| 2022 | Venedig & Berlin Für den Himmel durch die Hölle                                        | Erstveröffentlichung: 25. August 2022 Kontra K feat. Veysel                                                                                       |

| Jahr | Titel Album                  | Anmerkungen                                                    |
| ---- | ---------------------------- | -------------------------------------------------------------- |
| 2022 | Riesenjoints Nonstop: NXTGEN | Erstveröffentlichung: 23. September 2022 mit The Cratez & Gzuz |

### Videoalben
| Jahr | Titel Musiklabel                                        | Anmerkungen |
| ---- | ------------------------------------------------------- | --- |
| 2014 | Audiovisuell (Premium-Edition) Azzlackz (Groove Attack) | Erstveröffentlichung: 17. Oktober 2014 erweiterte Fassung mit Bonus-DVD, Verkäufe werden Audiovisuell hinzuaddiert |

## Statistik

### Chartauswertung
|                     | DE    | AT    | CH    |
| ------------------- | ----- | ----- | ----- |
| Nummer-eins-Alben   | DE—DE | AT—AT | CH—CH |
| Top-10-Alben        | DE1DE | AT—AT | CH—CH |
| Alben in den Charts | DE4DE | AT4AT | CH4CH |

|                       | DE     | AT     | CH     |
| --------------------- | ------ | ------ | ------ |
| Nummer-eins-Singles   | DE—DE  | AT—AT  | CH—CH  |
| Top-10-Singles        | DE4DE  | AT2AT  | CH2CH  |
| Singles in den Charts | DE45DE | AT22AT | CH21CH |

### Auszeichnungen für Musikverkäufe
| Platin-Schallplatte - Portugal - 2022: für die Single Swervin |

Anmerkung: Auszeichnungen in Ländern aus den Charttabellen bzw. Chartboxen sind in ebendiesen zu finden.
| Land/RegionAuszeichnungen für Musikverkäufe (Land/Region, Auszeichnungen, Verkäufe, Quellen) | Gold     | Platin     | Verkäufe  | Quellen                    |
| -------------------------------------------------------------------------------------------- | -------- | ---------- | --------- | -------------------------- |
| Deutschland (BVMI)                                                                           | 5× Gold5 | 2× Platin2 | 1.800.000 | musikindustrie.de          |
| Österreich (IFPI)                                                                            | —        | Platin1    | 30.000    | ifpi.at                    |
| Portugal (AFP)                                                                               | —        | Platin1    | 10.000    | Einzelnachweise            |
| Schweiz (IFPI)                                                                               | 2× Gold2 | —          | 20.000    | hitparade.ch musikwoche.de |
| Insgesamt                                                                                    | 7× Gold7 | 4× Platin4 |           |                            |